# G.B.H. (bande originale)
Pour les articles homonymes, voir GBH.
Albums de Elvis Costello with Richard Harvey
Mighty Like a Rose
(1991) The Juliet Letters
(1993)
G.B.H. (1991) est une bande originale d'Elvis Costello et Richard Harvey, le premier des deux albums que Costello réalisera avec Harvey. G.B.H. était une série télévisée en sept parties pour la chaîne Channel 4 qui a été diffusée pour la première fois au Royaume-Uni en 1991. Malgré la participation de Costello, l'album n'est pas rock, ce qui a pu être une surprise quand il est sorti.

## Liste des pistes
| No  | Titre                                                       | Auteur                         | Durée |
| --- | ----------------------------------------------------------- | ------------------------------ | ----- |
| 1.  | G.B.H. Opening Titles: The Life and Times of Michael Murray | Elvis Costello, Richard Harvey | 4:32  |
| 2.  | It Wasn't Me                                                | Costello, Harvey               | 2:01  |
| 3.  | Men of Alloy                                                | Costello, Harvey               | 3:51  |
| 4.  | Lambs to the Slaughter                                      | Costello, Harvey               | 4:17  |
| 5.  | Bubbles                                                     | Costello, Harvey               | 2:11  |
| 6.  | The "Goldilocks" Theme                                      | Costello, Harvey               | 3:06  |
| 7.  | Perfume - The Odour of Money                                | Costello, Harvey               | 4:03  |
| 8.  | Barbara Douglas: Assassin                                   | Costello, Harvey               | 3:09  |
| 9.  | Pursuit Suite                                               | Costello, Harvey               | 5:06  |
| 10. | The Roaring Boy (avec The Prufrock Quartet)                 | Costello, The Prufrock Quartet | 4:10  |
| 11. | "So I Used Five!"                                           | Costello, Harvey               | 1:27  |
| 12. | Love from a Cold Land                                       | Costello, Harvey               | 2:28  |
| 13. | In a Cemetery Garden                                        | Costello, Harvey               | 1:57  |
| 14. | "Smack 'Im"                                                 | Costello, Harvey               | 2:15  |
| 15. | Woodlands - On Joy!                                         | Harvey                         | 3:45  |
| 16. | "It's Cold Up There"                                        | Costello, Harvey               | 2:52  |
| 17. | Going Home Service                                          | Costello, Harvey               | 5:06  |
| 18. | Grave Music                                                 | Costello, Harvey               | 2:29  |
| 19. | The Puppet Masters' Work                                    | Costello, Harvey               | 4:10  |
| 20. | "He's So Easy"                                              | Costello, Harvey               | 1:58  |
| 21. | Another Time, Another Place                                 | Costello, Harvey               | 2:02  |
| 22. | Closing Titles                                              | Costello, Harvey               | 2:32  |